# Kościół św. Jana Chrzciciela w Baranowie
Kościół Świętego Jana Chrzciciela – rzymskokatolicki kościół parafialny należący do dekanatu Michów archidiecezji lubelskiej.
Nowa, murowana świątynia została wzniesiona z prywatnych funduszy (darowizna 50 000 zł) ówczesnego proboszcza baranowskiego, księdza Tomasza Kuńskiego. Prace budowlane trwały 17 lat (1764 - 1781). Fundator po śmierci (zmarł w 1788 roku) został pochowany w krypcie znajdującej się pod prezbiterium. Budowla została konsekrowana – mimo że nie była jeszcze całkowicie wykończona, w 1779 roku. Między 1873 a 1921 wnętrze kościoła zostało ozdobione dekoracją malarską (nie posiada znacznej wartości artystycznej). Budowla nie została zniszczona na przestrzeni lat, nawet, w czasie II wojny światowej - choć hitlerowcy zarekwirowali wtedy dzwony. Nowe zostały ufundowane w 1961 roku przez parafian. W 1973 roku budowla została wyremontowana.
Świątynia w Baranowie jest orientowana, wzniesiona na planie podłużnym (długość to około 30 metrów, szerokość to 16,43 metra). Budowlę tworzą: trójprzęsłowa, prostokątna (z zaokrąglonymi narożami) nawa i nieco węższe o równej wysokości prezbiterium, zakończone półkoliście. Z lewej i prawej strony prezbiterium są dobudowane niższe, prostokątne przybudówki - od strony południowej jednokondygnacyjny skarbczyk, od strony północnej dwukondygnacyjna zakrystia. Do nawy od strony zachodniej przylega kruchta i klatka schodowa, którą wchodzi się na chór. Nawa nakryta jest dachem dwuspadowym, prezbiterium - dachem dwuspadowym przechodzącym w półstożkowy. Skarbczyk nakryty jest dachem półkopertowym, zakrystia - dachem kopertowym.